# L'Albiol
L'Albiol är en kommun i Spanien.   Den ligger i provinsen Província de Tarragona och regionen Katalonien, i den östra delen av landet, 400 km öster om huvudstaden Madrid. Antalet invånare är 459. Arean är 20,3 kvadratkilometer. L'Albiol gränsar till Alcover, Mont-ral, La Selva del Camp, L'Aleixar och Vilaplana. 
Terrängen i L'Albiol är kuperad.